# 李斌 (1963年)
李斌（1963年3月—），男，汉族，山东龙口人，生于黑龙江哈尔滨，中华人民共和国政治人物，曾任甘肃省人民政府副省长，国家卫生健康委员会副主任等职。